# Soanindrariny
Soanindrariny – gmina na Madagaskarze, w regionie Vakinankaratra, w dystrykcie Antsirabe II. W 2001 roku zamieszkana była przez 20 726 osób. Siedzibę administracyjną stanowi miejscowość Soanindrariny.